# Bettler in Spanien
Bettler in Spanien ist eine im Jahr 1991 erschienene Novelle der US-amerikanischen Science-Fiction-Autorin Nancy Kress. In ihr schildert Kress die Entwicklung der Menschen angesichts der Aufspaltung in genmodifizierte Schlaflose und nichtveränderte Schläfer. Die Geschichte wurde 1991 sowohl mit dem Hugo Award als auch mit dem Nebula Award ausgezeichnet. 1993 erschien eine stark erweiterte Fassung als Roman unter demselben Namen, die zusammen mit den Fortsetzungen Bettler und Sucher (1994) und Bettlers Ritt (1996) den Bettler-Zyklus bilden. Die deutsche Erstausgabe des Romans erschien 1997 im Heyne Verlag.

## Handlung
Der US-amerikanische Finanzier Roger Camden lässt seine ungeborene Tochter mit Genmodifikationen ausstatten, die sie zu einer Schlaflosen machen; diese besitzen kein Schlafbedürfnis und weisen als Vorteile eine hohe Intelligenz, Unempfindlichkeit gegen viele Krankheiten sowie einen verlangsamten Alterungsprozess auf. Werden die schlaflosen Kinder zunächst noch belächelt, erfahren sie als Erwachsene Ablehnung, Neid und Hass, da sie aufgrund ihrer Intelligenz und erweiterten Zeitausnutzung bald Schlüsselpositionen in Politik und Wirtschaft besetzen. Es kommt zu genetischer Diskriminierung. Daher schließen sich die Schlaflosen zusammen, um in einem nur für sie geöffneten Sanctuary Schutz zu finden.
Als Folgen der Existenz der Schlaflosen entstehen einerseits genetisch geringer veränderte Eliten, andererseits Schutzgesetze, die verhindern sollen, dass Menschen und andere Lebewesen zu stark genetisch umgeformt werden.

### Kritische Themen und Thesen
Kress geht detailliert auf die Probleme der USA und des US-Justizsystems mit Minderheiten ein und vergleicht die in ihrer Story durch Genmodifikationen erschaffenen Schlaflosen mit anderen Gruppen wie Juden und Afroamerikanern.
In einem fingierten Leitartikel der New York Times (Erfolg und Hass: Ein Trend, den wir lieber nicht sehen würden.) wird eine Vorliebe der US-amerikanischen Bevölkerung für Emotionen und Tatkraft und eine Abneigung gegen Logik, Rationalität und Besonnenheit (als Kälte) thematisiert.